# کابرینی‌گرین هومز
کابرینی‌گرین هومز (به انگلیسی: Cabrini–Green Homes) یک محله و مسکن دولتی در ایالات متحده آمریکا است که در ایلینوی واقع شده‌است. این یک پروژه مسکن عمومی در سمت شمال نزدیک شیکاگو، ایلینوی است. که ردیفی از خانه‌های به‌هم پیوسته فرانسیس کابرینی در جنوب خیابان دیویژن قرار داشتند که با خیابان لارابی در غرب، خیابان اورلئان در شرق و خیابان شیکاگو در جنوب، با خانه‌های ویلیام گرین در شمال غربی هم‌مرز بود.